# Iglesia de San Francisco (Lorca)
La Iglesia de San Francisco de Lorca (Región de Murcia, España) es un templo católico de estilo barroco cuyos orígenes se remontan al siglo XVI. La Iglesia se encuentra en el cruce de las calles Nogalte y cuesta de San Francisco, en el casco histórico de la ciudad.
En su interior alberga una de las muestras más importantes de retablos barrocos de la Región de Murcia. El Retablo Mayor (1694) es obra de Ginés López, los retablos del crucero (1730 y 1735) son obra ambos de Jerónimo Caballero el del crucero derecho dedicado a la vida y milagros de San Antonio, el del crucero izquierdo a la Vera Cruz y Sangre de Cristo, y el retablo de la Virgen de los Dolores (1691) es obra de Manuel Caro.
La Iglesia actual fue erigida como parte integrante del Convento de San Francisco en la segunda mitad del siglo XVI. Sin embargo, las reformas posteriores en los siglos XVII y XVIII apenas han dejado rastro de su aspecto original. 
En la actualidad, San Francisco es sede de la Hermandad de Labradores (Paso Azul), una de las principales Cofradías de la Semana Santa de Lorca declarada Fiesta de Interés Turístico Internacional.

## Historia
La Iglesia de San Francisco se construyó junto al Convento de San Francisco a partir de 1561. Esta primitiva Iglesia constaba, al igual que la actual, de una sola nave con capillas adosadas entre los contrafuertes, y estaba cubierta por un artesonado de madera. El primer cuerpo de la portada será labrado por Lorenzo de Goenaga, que también se encontraba labrando la portada del lado de la Epístola de la Colegiata de San Patricio.
Ya en el siglo XVII, en torno a 1638 comenzarán las obras de ampliación de la nave principal elevando su altura. Se construirá también la torre-campanario y se labrará el segundo cuerpo de la portada. Para finales de siglo, en 1694 se encargará a Ginés López el hermoso retablo barroco de la Capilla Mayor.
A lo largo del siglo XVIII la Iglesia será adornada con distintas obras escultóricas de gusto rococó.

## Arquitectura

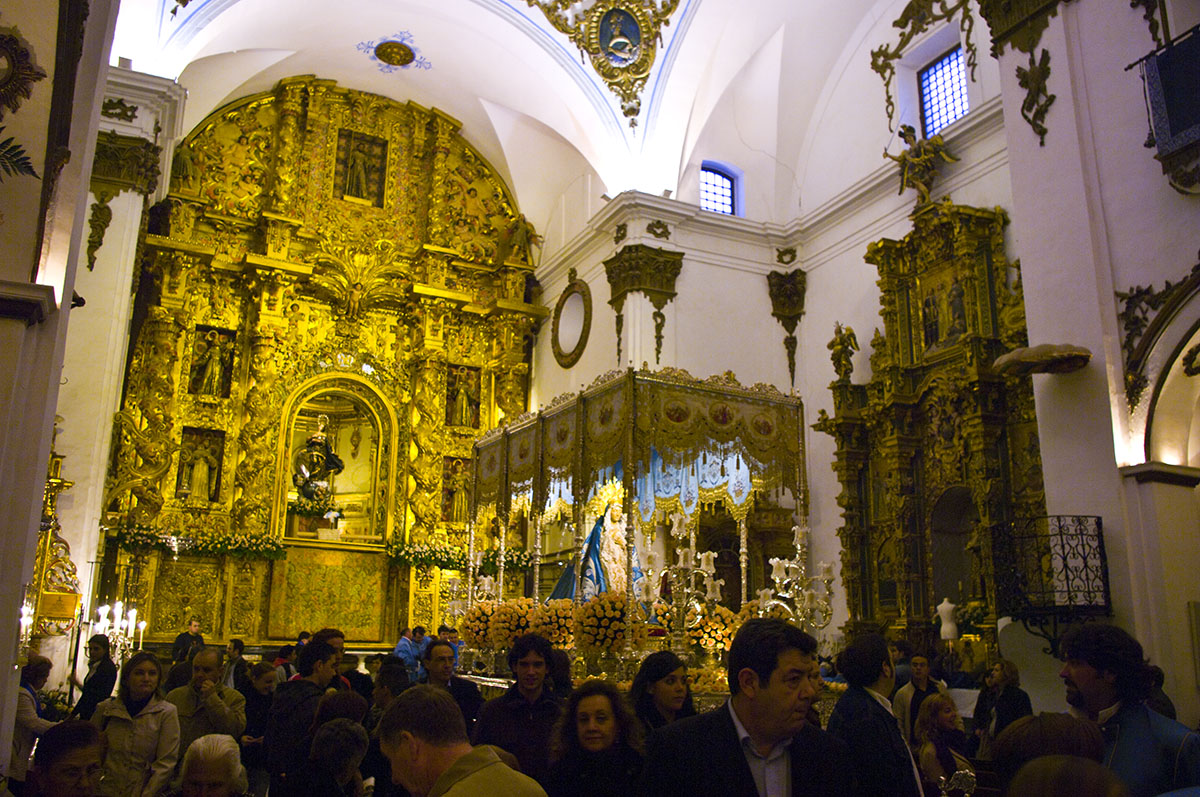
Interior de San Francisco en Viernes Santo

Se trata de una Iglesia de nave única, cubierta mediante bóveda de cañón, con capillas hornacinas entre los contrafuertes. El camarín principal, de la segunda mitad del siglo XVIII, es de estilo rococó, con espejos. La escalera de acceso al camarín es de tipo imperial de tres tramos y pequeñas dimensiones.
La portada fue diseñada a modo de arco de triunfo con alargadas hornacinas en los intercolumnios. En el segundo cuerpo aparece una hornacina en la que aparece una escultura de la Virgen con el Niño, flanqueada por antepechos con escudos sin labrar. En el cuerpo inferior se aprecia la influencia de los trabajos efectuados en la Colegiata de San Patricio. Rematando la portada de la iglesia se aprecia el escudo de Lorca.
La torre es austera y esbelta y se compone de cuatro cuerpos, con un chapitel de ladrillo octogonal y piramidal con cuatro pináculos en las esquinas que se rematan con una esfera de cobre, veleta y cruz. El reloj de la torre aún conserva su maquinaria original. En el lado norte del cuerpo de campanas se sitúa una campana fundida en Vitoria y en el lado este otra fundida en Lorca, en 1953.

## Semana Santa
Durante la Semana Santa el templo de San Francisco se convierte en un punto cumbre de la misma. Como sede de la Hermandad de Labradores, una de las principales cofradías de la ciudad, en su interior custodia buena parte del rico patrimonio artístico del Paso Azul, y de ella parten las procesiones azules. Entre todas las imágenes destaca la de Santísima Virgen de los Dolores, obra de José Capuz del año 1942 y titular de la Cofradía, y el Santísimo Cristo de la Buena Muerte, de José Planes que data de 1945. Ambas imágenes fueron declaradas Bien de Interés Cultural en 2023.
También es sede del Cristo de la Coronación de Espinas, paso de misterio, obra de José Antonio Navarro Arteaga (2001).

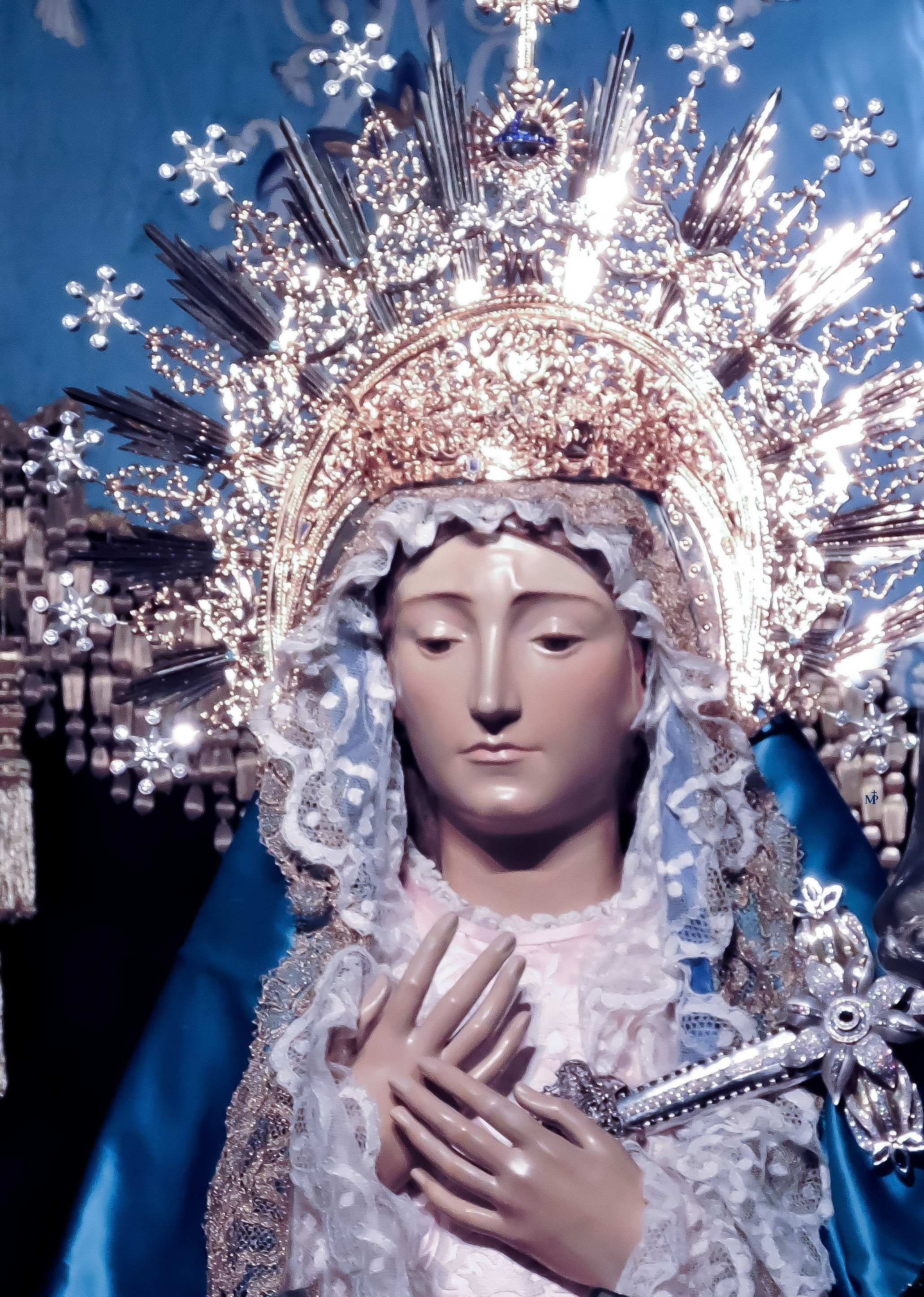
Virgen de Los Dolores, José Capuz (1942)
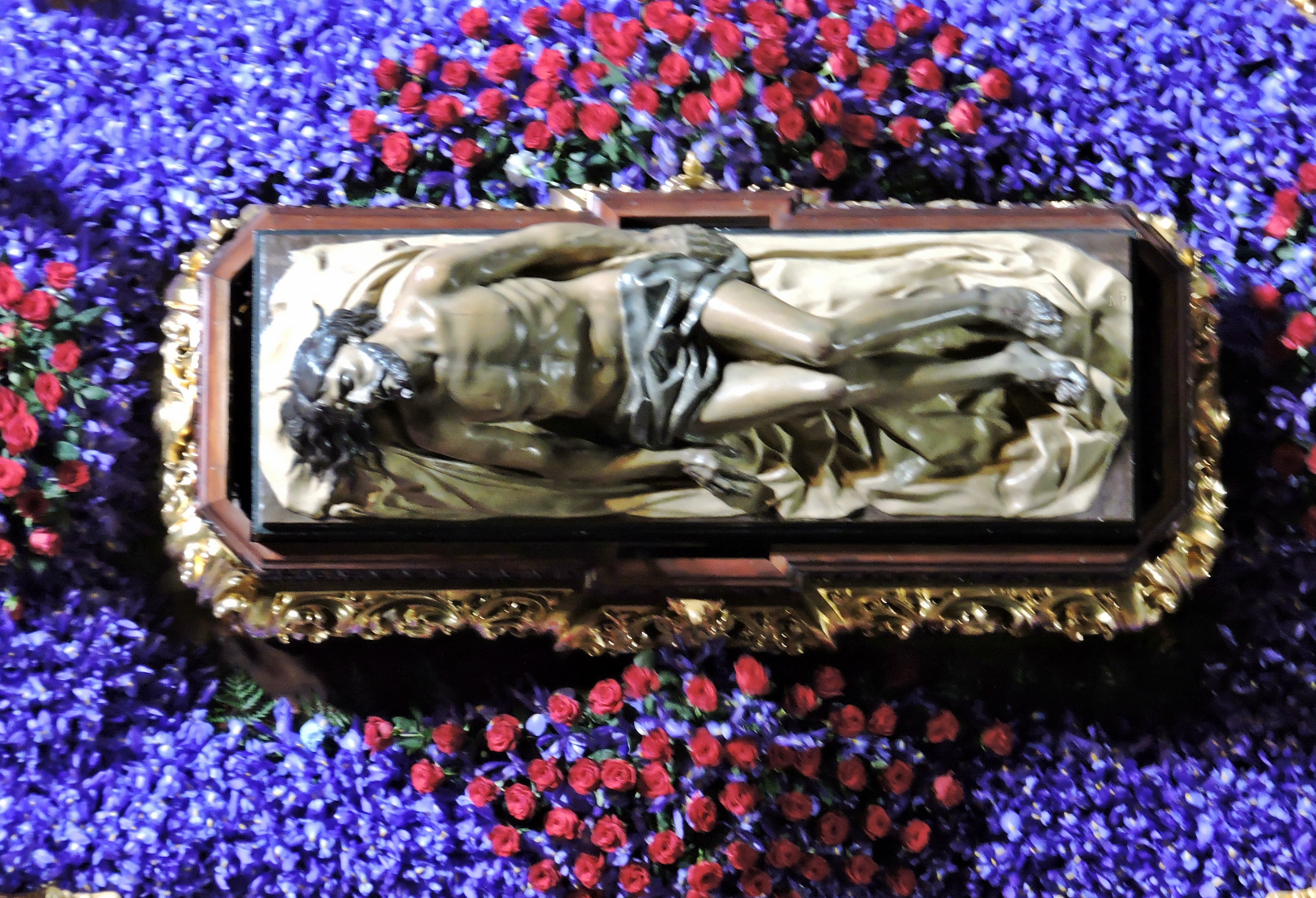
Santísimo Cristo de la Buena Muerte, José Planes (1945)
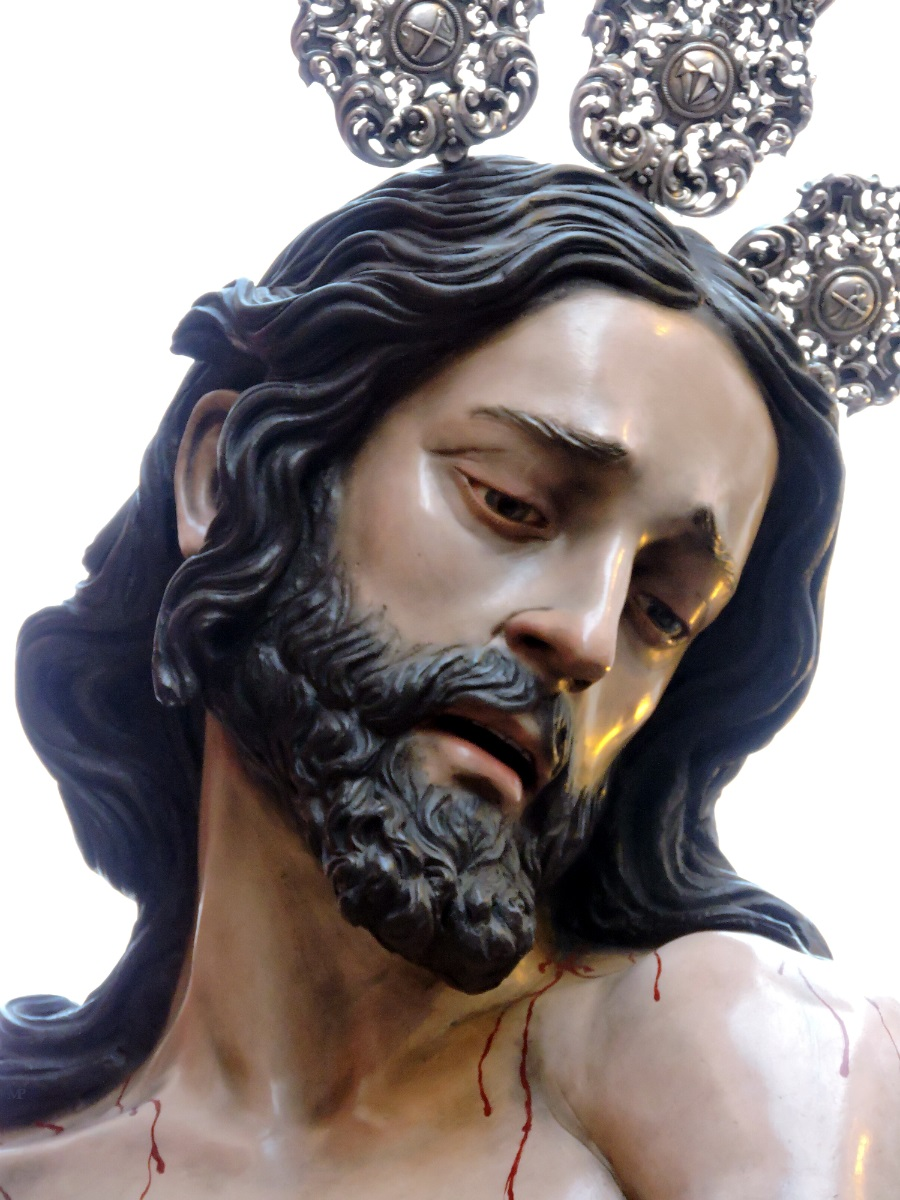
Cristo de la Coronación de Espinas, José Antonio Navarro Arteaga (2001)